# Seseli parvulum
Seseli parvulum är en flockblommig växtart som beskrevs av Carl von Linné och Benjamin Daydon Jackson. Seseli parvulum ingår i släktet säfferötter, och familjen flockblommiga växter. Inga underarter finns listade i Catalogue of Life.